# Kalcijum(I) hlorid
Kalcijum(I) hlorid (CaCl) je nestabilni diatomski molekul. Atomi kalcijuma i hlora su vezani jonskom vezom. Čvrsta materija sa sastavom CaCl je bila objavljena 1953 međutim kasniji pokušaji da se ponovi njeno dobijanje su bili neuspešni.